# История евреев в Колумбии

Расположение Колумбии в Южной Америке

История евреев в Колумбии начинается в испанский колониальный период с прибытием первых евреев во время испанской колонизации Америки.

## История
«Новые христиане», или марраны, бежали в XVI—XVII веках с Пиренейского полуострова, чтобы избежать преследований и обрести свободу вероисповедания. Предположительно, некоторые из них достигли северных районов Колумбии, которые в то время были известны как Новая Гранада. Большинство, если не все из них, ассимилировались в колумбийское общество. Некоторые продолжают практиковать еврейские ритуалы как семейные традиции.
В XVIII веке практикующие испанские и португальские евреи пришли с Ямайки и Кюрасао, где они процветали под властью Англии и Нидерландов. Эти евреи начали открыто исповедовать свою религию в Колумбии в конце XVIII века, хотя официально это было незаконно, учитывая установленную в качестве обязательной католическую церковь. После обретения независимости иудаизм был признан законной религией. Правительство предоставило евреям землю под кладбище.
Многие евреи, прибывшие в XVIII—XIX веках, достигли видных позиций в колумбийском обществе. Некоторые женились на местных женщинах и считали, что им необходимо отказаться от своей еврейской идентичности или умалить её. Среди них были писатель Хорхе Исаакс английского еврейского происхождения, промышленник Джеймс Мартин Эдер (который принял более христианское имя Сантьяго Эдер, когда перевёл свое имя на испанский), родившийся в латвийской еврейской общине, а также Де Лима, Салазар, Эспиноза, семьи Ариаса, Рамиреса, Переса и Лобо — антильских сефардов. По совпадению, эти люди и их семьи поселились в районе долины Каука в Колумбии. Они продолжали оставаться влиятельными членами общества в таких городах, как Кали. На протяжении поколений большинство их потомков воспитывались как светские христиане.
В начале XX века многочисленные еврейские иммигранты-сефарды прибыли из Греции, Турции, Северной Африки и Сирии. Позднее из Восточной Европы стали прибывать еврейские иммигранты. Волна иммигрантов-ашкенази пришла после подъёма нацизма в 1933 году и введения антисемитских законов и обычаев, что привело к миграции 17000 немецких евреев. С 1939 года до конца Второй мировой войны иммиграция была остановлена антииммигрантскими настроениями в стране и ограничениями на иммиграцию из Германии.
Колумбия попросила немцев, которые были в чёрном списке США, покинуть страну, и разрешила еврейским беженцам, прибывшим в страну незаконно, остаться. Президент Лауреано Гомес активно поддерживал и помогал еврейской общине в это тревожное время. Еврейское население резко увеличилось в 1950-х и 1960-х годах, и такие учреждения, как синагоги, школы и социальные клубы, были созданы в крупнейших городах страны. Раввин Элиэзер Ройтблатт был первым раввином, прибывшим в Колумбию в 1946 году, и был первым главным раввином ашкенази. В 1950-х годах сефардская еврейская община, происходящая, в частности, из Сирии, Турции и Египта, была создана с раввином Давидом Шарбани в качестве главного сефардского раввина.

## Современное сообщество
В XXI веке в Колумбии проживает около 8000 практикующих евреев. Большинство из них сосредоточено в Боготе (около 3500 человек) и в Кали (около 1000 человек). Новые общины также встречаются в Барранкилье и Медельине. Очень немногие евреи соблюдают религиозные обряды; среди тех, кто это делает, большинство — ортодоксы. Немецкие еврейские общины в Боготе и Кали также сохраняют большую часть своих традиций. Меньшие по размеру общины находятся в Картахене и на острове Сан-Андрес.
В новом тысячелетии, после многих лет обучения, группа колумбийцев еврейского происхождения официально обратилась в иудаизм, чтобы быть признанными евреями согласно галахе.